# Aston Villa FC
Aston Villa Football Club (cunoscut și ca The Villa sau The Villans) este un club de fotbal din Birmingham, Anglia, care evoluează în Premier League. Fondat în anul 1874, Aston Villa a fost membru fondator al Football League în 1888 și Premier League 1992. Clubul a fost ridicat de fostul președinte și proprietar, Doug Ellis, însă în anul 2016 Villa a fost achiziționat în totalitate de către omul de afaceri egiptean Nassef Sawiris.
Este unul dintre cele mai vechi și de succes cluburi din Anglia, câștigând campionatul și Cupa FA de câte șapte ori. Villa este de asemenea unul dintre cele cinci cluburi engleze care au în palmares Cupa Campionilor Europeni, câștigată în sezonul 1981-1982. Aston Villa este pe locul cinci în Anglia în ceea ce privește numărul de trofee câștigate (21), cu toate că cele mai multe dintre acestea au fost obținute înainte de cel de-al Doilea Război Mondial, iar cel mai recent în anul 1996.
Clubul are o rivalitate lungă și dură cu adversarii locali, Birmingham City FC. Derby-ul din Birmingham, numit și Second City Derby, dintre cele două cluburi, se joacă încă din anul 1879. Culorile tradiționale ale echipamentului sunt claret (de culoarea vinului) cu albastru deschis (la mâneci), șorț alb și șosete albastre. Pe stemă se află un leu auriu, ridicat pe labele dinapoi, pe un fundal albastru deschis, sub el fiind inclus motto-ul clubului, Prepared (română Pregătiți); acesta a fost modificat în 2007, fiind inclusă și o stea care reprezintă Cupa Campionilor Europeni.

## Istorie

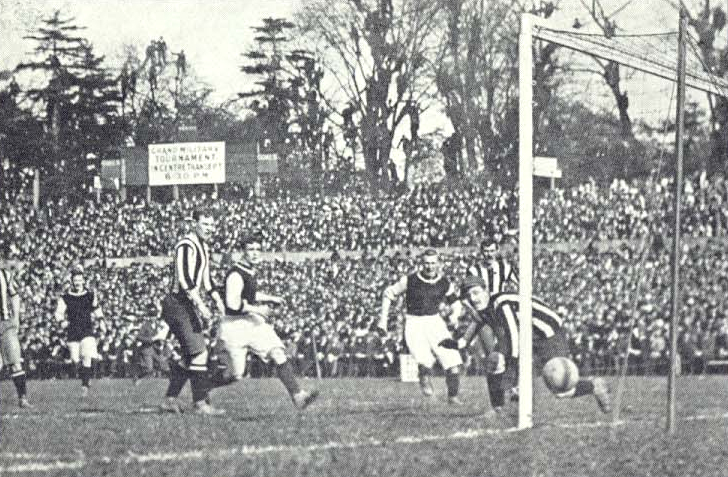
Harry Hampton înscriind unul din cele două goluri ale finalei FA Cup 1905

„Aston Villa Football Club” a fost fondat în martie 1874 de către Jack Hughes, Frederick Matthews, Walter Price și William Scattergood, iar primul meci al clubului a fost împotriva echipei locale de rugby, Aston Brook St Mary's. Condiția cerută de către aceștia a fost ca prima repriză să se joace după regulile din rugby iar a doua după regulile fotbalului. După ce s-a mutat pe terenul Wellington Road în 1876, Villa a devenit în scurt timp una dintre cele mai bune echipe din centrul Regatului Unit, câștigând primul trofeu, Birmingham Senior Cup, în anul 1880, sub căpitănia scoțianului George Ramsay.

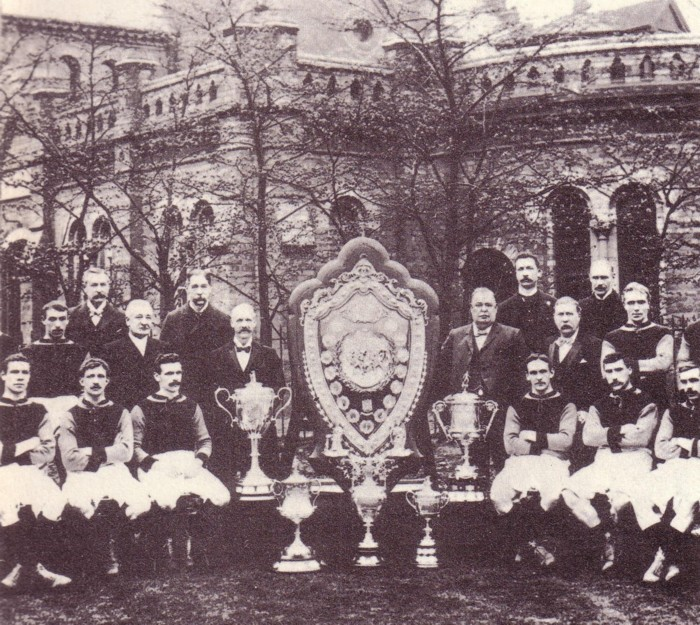
Echipa Aston Villa la sfârșitul secolului XIX

Clubul a câștigat prima FA Cup (Cupa Angliei) în anul 1887, căpitanul Archie Hunter devenind unul dintre primii idoli ai clubului. Villa a fost unul dintre cele 12 cluburi care au jucat în prima ediție a Football League în 1888, unul dintre directorii clubului, William McGregor, fiind unul dintre fondatorii ligii. Aston Villa a fost cel mai de succes club din era victoriană, cu numeroase titluri și cupe câștigate, cinci titluri și trei Cupe FA până la sfârșitul domniei Reginei Victoria. În 1897, anul în care Villa a realizat eventul (câștigând cupa și campionatul), echipa s-a mutat pe stadionul unde evoluează și astăzi, Aston Lower Grounds. Numele de Villa Park a fost introdus de către suporterii clubului, această denumire nefiind acceptată vreodată într-o declarație oficială.
Aston Villa a obținut cel de-al șaselea trofeu în FA Cup în anul 1920, însă, din acel moment clubul a intrat în declin care a culminat cu retrogradarea din 1936 în liga a doua engleză. Acest lucru a fost cauzat mai ales de defensiva echipei care a încasat 110 goluri, 7 înscrise într-un singur meci de către Ted Drake, jucătorul clubului Arsenal FC, în înfrângerea cu 1-7 de pe Villa Park. Izbucnirea celui de-al Doilea Război Mondial a determinat oprirea competițiilor timp de șapte ani. După război clubul a început să fie reconstruit, mai ales sub conducerea fostului jucător al clubului, Alex Massie. Primul trofeu, după 37 de ani, a fost câștigat în sezonul 1956-1957, Villa, condusă de un alt fost jucător al ei, Eric Houghton, având un parcurs neașteptat de bun în FA Cup, culminând cu victoria din finala competiției, împotriva clubului Manchester United FC. Cu toate acestea, echipa a retrogradat două sezoane mai târziu (1958-1959), revenind totuși în prima ligă în anul 1960, an în care a câștigat și ediția inaugurală a Cupei Ligii.
Sfârșitul anilor 1960 a însemnat o perioadă agitată, suporterii încercând să preia conducerea clubului și să se ocupe de schimbările manageriale. Acest lucru a început odată cu cea de-a treia retrogradare a echipei în liga secundă în anul 1967, sub conducerea lui Dick Taylor. Sezonul următor, fanii au cerut demisia conducerii, datorită faptului că echipa a ocupat locul 16 în liga secundă. Cu datorii imense și cu Villa aflată pe o poziție rușinoasă, Tommy Cummings (adus în locul lui Taylor) a fost concediat, și după câteva săptămâni toată conducerea clubului a demisionat din cauza presiunii puse de suporteri. După mai multe speculații, clubul a fost 
cumpărat de către omul de afaceri londonez Pat Matthews care l-a adus cu el pe Doug Ellis ca președinte. Noua conducere nu a putut evita retrogradarea clubului în liga a treia engleză la sfârșitul sezonului 1969-1970. În sezonul 1971-1972 echipa a revenit în liga secundă, după ce a acumulat 70 de puncte, ocupând prima poziție. În 1973 Ron Saunders a fost numit antrenor iar în 1977, acesta dus echipa în prima ligă și în cupele europene.
Villa s-a întors în elita fotbalului englez și a continuat să obțină multe succese sub conducerea lui Saunders, acesta câștigând campionatul în sezonul 1980/1981. Spre surprinderea comentatorilor sportivi și a suporterilor, Saunders a demisionat la mijlocul sezonului 1981-1982 după o ceartă cu președintele, cu toate că Villa se calificase în sferturile de finală ale Cupei Campionilor Europeni. A fost înlocuit cu asistentul său, Tony Barton, care a obținut o victorie cu 1–0 împotriva clubului german Bayern München în finala din Rotterdam. Villa a rămas până în ziua de azi unul dintre cele cinci cluburi engleze care au în palmares un trofeu european, alături de Liverpool, Manchester United și Nottingham Forest. În 1987 Villa a retrogradat din nou însă a promovat sezonul următor, iar în anul 1989 a ocupat locul secund în prima ligă.
Villa a fost unul din cluburile care au fondat Premier League, în 1992, ocupând locul secund în ediția inaugurală, după Manchester United. În restul anilor 1990 Villa a avut mai mulți antrenori și a avut performanțe inconsistente în ligă, cu toate că a câștigat de două ori Cupa Ligii. Clubul a ajuns în finala Cupei Angliei în 2000 (pentru prima dată din anul 1957), însă în a fost învinsă cu scorul de 1-0 de Chelsea. 
În anul 2006, după 23 ca președinte și acționar al clubului, Doug Ellis a decis să își vândă acțiunile (23 %) omului de afaceri american Randy Lerner, proprietarul NFL (National Football League, română Liga națională de fotbal american). Venirea noului proprietar a adus o perioadă de optimism pe Villa Park și o schimbare a stemei și a echipamentelor în vara anului 2007.
În sezonul 2009–2010, Aston Villa a jucat în play-off-ul Ligii Europa împotriva echipei Rapid Viena FC, pierzând ambele meciuri, 0–1 acasă, respectiv 1–2 în deplasare. Prima finală de cupă jucată după achiziționarea clubului de către Lerner  a fost în 2010, când Villa a fost învinsă cu scorul de 2-1 în finala Cupei Ligii. În același sezon, Villa a mai jucat un meci pe Wembley în semifinala Cupei FA, pierdută cu 3–0 în fața lui Chelsea. Cu cinci zile înaintea începerii sezonului 2010-2011, O'Neill a demisionat și a fost înlocuit de Gérard Houllier în septembrie 2010. Din cauza problemelor de sănătate, Houllier și-a dat demisia la 1 iunie 2011. Houllier a fost înlocuit de antrenorul lui Birmingham City, Alex McLeish, în ciuda numeroaselor proteste venite din partea fanilor, nemulțumiți de faptul că antrenorul rivalei Birmingham a ajuns direct la Villa, fiind prima dată în istorie când s-a întâmplat acest lucru. Contractul lui McLeish a fost reziliat la finalul sezonului, Villa reușind să termine doar pe locul al șaisprezecelea, ultimul loc neretrogradabil. La 2 iulie 2012, Aston Villa l-a numit antrenor principal pe antrenorul celor de la Norwich City, Paul Lambert, ca înlocuitor pentru McLeish. Pe 28 februarie 2012, clubul a anunțat pierderi de 53,9 milioane lire sterline. La 12 mai 2014 Lerner a scos clubul la vânzare, cerând 200 de milioane de lire sterline. Cu Lerner încă la conducere, în sezonul 2014–15 Aston Villa a marcat doar 12 goluri în 25 de meciuri de campionat, având cele mai puține goluri marcate din istoria Premier League, iar Lambert a fost concediat la 11 februarie 2015. A fost înlocuit cu Tim Sherwood, care a salvat-o pe Aston Villa de la retrogradare și a dus-o în finala Cupei FA 2015, dar a fost concediat la sfârșitul sezonului 2015–16, fiind înlocuit de Rémi Garde. I-a urmat Eric Black ca antrenor interimar, dar nu a reușit să o salveze pe Villa de la retrogradare, lucru care nu s-a mai întâmplat din 1987. La data de 2 iunie 2016, Roberto Di Matteo a fost numit în funcția de antrenor principal.

## Culori și stemă

Vechea stemă (2000–2007)

Culorile clubului sunt maro și albastru. Tricourile sunt de culoare maro cu mânecile albastre, iar șorturile maro cu marginile albastre. Aceste culori sunt folosite și de alte cluburi din Anglia, cele mai cunoscute fiind West Ham United, Burnley și Scunthorpe 
United. Echipamentele clubului de după fondare erau de obicei compuse din tricouri simple, compuse dintr-o singură culoare (albe sau gri) și șorturi albe sau negre. După 1877, echipa a purtat diferite echipamente, de la alb, albastru sau negru complet la roșu și verde. În 1980 William McGregor a introdus tricourile negre cu un leu roșu pe piept. Acest stil a rămas primul echipament al clubului pentru șase ani. La data de 8 noiembrie 1886, într-o notă oficială a clubului se menționa:
- S-a propus ca echipamentele să aibă culoarea ciocolatie și să se facă o comandă pentru două duzini
- S-a propus ca Dl. McGregor să cumpere echipamentele la cel mai mic preț[47]

Nimeni nu știe de ce culorile maro și albastru au devenit culorile principale ale clubului. Speculația principală a fost că acestea au fost adoptate din cauza influenței scoțienilor George Ramsay și William McGregor, care ar fi preluat culorile de la cluburile scoțiene Hearts și Rangers.
O nouă stemă a fost adoptată la data de 2 mai 2007. Stema conține o stea, care reprezintă câștigarea Cupei campionilor și are un fundal albastru deschis pe care este așezat leul. Motto-ul tradițional, Prepared, a rămas pe stemă, iar numele de Aston Villa a fost micșorat la AVFC. Echipamentele din 2007 până în sezonul 2009-10, pe care a fost așezată noua stemă, au fost prezentate la data de 17 iulie 2007 în Birmingham.
În urma unor consultări cu fanii echipei, pe 6 aprilie 2016, clubul a anunțat că stema va fi din nou schimbată pentru sezonul 2016–17. Leului din noua stemă i s-au adăugat gheare, iar cuvântul „Prepared” a fost înlăturat pentru a mări leul și inițialele clubului din stemă.

### Sponsori pe tricou
În sezonul 2008-2009 Aston Villa a încheiat pentru prima dată un parteneriat caritabil cu Acorns Children's Hospice, prima astfel de înțelegere din istoria Premier League. Parteneriatul a continuat până în 2010 când un sponsor comercial a înlocuit Acorns, ospiciul devenind partenerul caritabil oficial al clubului. În sezonul 2014–15, numele Acorns a apărut din nou pe tricourile juniorilor, reafirmându-se astfel suportul clubului pentru acesta.
Din 2015 sponsorul de pe tricou este Quickbooks. Aston Villa a mai purtat și logo-ul următoarelor firme Davenports (1982–83), Mita (1983–93), Müller (1993–95), AST Computer (1995–98), LDV (1998–2000), NTL (2000–02), Rover (2002–04), DWS Investments (2004-06), 32Red.com (2006–07), FxPro (2010–11), Genting Casinos (2011–12) și Dafabet (2013-2015). Din 2012, echipamentul este produs de Macron. Foștii producători sunt: Umbro (1972–81, 1990–93), le Coq Sportif (1981–83), Henson (1983–87), Hummel (1987–90, 2004–07), Asics (1993–95), Reebok (1995–2000), Diadora (2000–04) și Nike (2007–12).

## Stadion
Stadionul clubului este Villa Park, un stadion considerat de 4 stele de către UEFA. Villa Park este în acest moment cel mai mare stadion de fotbal din centrul Angliei și a găzduit 16 meciuri ale echipei naționale de fotbal a Angliei, primul în 1899, iar cel mai recent în 2005. 
Este primul stadion englez pe care s-au jucat meciuri internaționale în trei secole diferite.
Villa Park este cel mai folosit stadion din istoria semi-finalelor Cupei FA, găzduind până în prezent 55 de semi-finale. Administratorii clubului au un plan de a mări Peluza Nord, acțiune care ar crește capacitatea stadionului la 50000 de locuri.
Terenul de antrenament este localizat la Bodymoor Heath, la nord de Warwickshire, locație cumpărată de fostul proprietar, Doug Ellis, de la un fermier local în anii 1970. 
În noiembrie 2005, Ellis și ceilalți acționari au anunțat o investiție de 13 milioane de lire sterline care ar fi făcut din Bodymoor unul dintre cele mai bune locuri de antrenament din lume. Lucrările au fost oprite din cauza problemelor financiare și au fost lăsate în acest fel până când noul proprietar, Randy Lerner, a reînceput finanțarea. Noul teren de antrenament a fost prezentat oficial la data de 6 mai 2007 de către managerul Martin O'Neill, căpitanul Gareth Barry și căpitanul echipei din 1982, Dennis Mortimer. Pe 6 august 2014, EA Sports a anunțat că Villa Park va apărea în seria FIFA începând cu FIFA 15, compania primind licență pentru toate stadioanele din Premier League.

## Proprietarii clubului

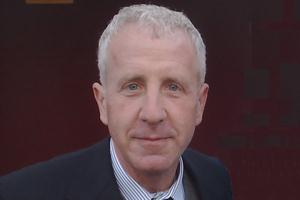
Randy Lerner, proprietar al lui Aston Villa timp de zece ani între 2006 și 2016.

Primele acțiuni ale clubului au fost create la sfârșitul secolului al XIX-lea datorită legislației care intenționa să organizeze numărul tot mai mare de cluburi și jucători profesioniști de fotbal. Cluburile au fost nevoite să distribuie acțiuni investitorilor pentru a facilita schimburile dintre cluburi fără a mai implica Federația engleză de fotbal. Aceste schimburi au continuat până în anii 1960, când Doug Ellis a început să cumpere majoritatea acțiunilor clubului. A fost președinte și acționar important la Aston Villa din anul 1968 și acționar majoritar în perioada 1982 - 2006. Clubul a fost listat la bursa din Londra în 1996.
La data de 14 august 2006 s-a confirmat că Randy Lerner a cumpărat acțiuni ale clubului Aston Villa în valoare de 62,2 milioane de lire sterline. O declarație din 25 august a bursei londoneze anunța că Lerner deține 59.69% din acțiunile clubului, devenind astfel acționar majoritar.
De asemenea acesta a devenit și președinte al clubului. În ultimul an a lui Ellis, Villa a pierdut 8.2 milioane de lire, banii intrați în club scăzând de la 51,6 milioane la 49 milioane de lire.
 Randy Lerner a preluat controlul complet la data de 18 septembrie, acesta deținând 89.69% din acțiunile clubului. La data de 19 septembrie, 2006 consiliul de administrație al clubului și-a dat demisia și a fost înlocuit cu altul condus de către noul proprietar.

În mai 2014 Lerner a scos clubul la vânzare, evaluând clubul la 200 de milioane de £. La 18 mai 2016, Randy Lerner a acceptat oferta companiei Recon Group, deținută de omul de afaceri chinez Xia Jiantong. Vânzarea a fost finalizată la 14 iunie 2016, Lerner încasând 76 de milioane de £după aprobarea acesteia de către Football League, clubul devenind parte a Recon Group, divizia sport, timp liber și turism.

## Suporteri
Directorul executiv, Richard FitzGerald a declarat că suporterii aparțin rasei albe în proporție de 98%. Noua conducere dorește ca în următorii cinci ani să atragă suporteri din minoritățile etnice. De asemenea a fost lansat programul Villa in the community (română Villa în comunitate), program cu care se dorește atragere suporterilor tineri din regiune. Noii proprietari au inițiat și o serie de sondaje pentru a descoperi opiniile fanilor și pentru a-i implica pe aceștia în procesul decizional. Totodată au loc  întâlniri odată la trei luni, unde suporterii sunt invitați să pună întrebări conducerii.
Ca multe alte cluburi engleze de fotbal, Villa a avut multe facțiuni de huligani ca Villa Youth, Steamers, Villa Hardcore și C-Crew, ultima fiind activă în anii 1970 și anii 1980. La fel ca în toată Anglia, aceste grupuri huliganice au fost marginalizate. În 2004 mai multe grupuri de fani ai  Villei au fost implicate într-o luptă cu suporterii clubului Queens Park Rangers, lângă Villa Park, luptă în care a murit un steward. Principalele grupuri de suporteri sunt organizate acum în fan-cluburi locale, incluzând aici și fan-clubul oficial (engleză Official Aston Villa Supporters Club) care are filiale regionale și internaționale.   Suporterii cluburi publică de asemenea și câteva reviste, printre care și Heroes and Villains
Villa are o mare rivalitate cu Birmingham City, meciurile dintre cele două echipe numindu-se Birmingham Derby.
 De asemenea, Villa are o rivalitate locală mai mică cu West Bromwich Albion, Wolverhampton Wanderers și Coventry City. Din punct de vedere istoric, West Bromwich Albion a fost una dintre cele mai mari rivale, o viziune prezentă și într-un sondaj de opinie, realizat în anul 2003.
 Cele două cluburi au disputat trei finale de FA Cup la sfârșitul secolului XIX.  
Odată cu retrogradarea lui West Brom și Birmingham din sezonul 2005-2006, în sezonul următor Villa a fost singura echipă  din centrul Angliei care evoluează în Premier League.
 Pentru sezonul 2007-2008 Villa a avut din nou parte de un derby, datorită faptului că Birmingham a promovat la data de 29 aprilie 2007.

### Suporteri celebri

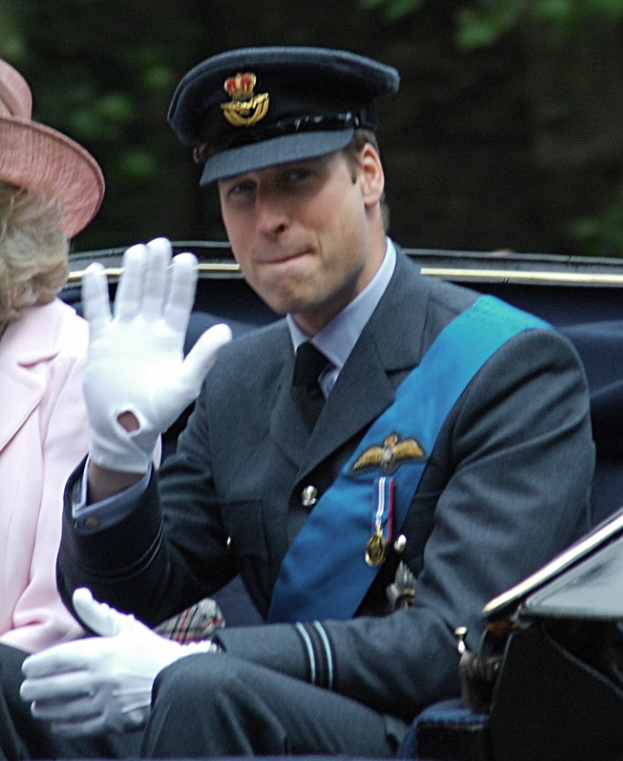
Prințul William este suporter al lui Aston Villa

- Prințul William, Duce de Cambridge, nepot al Reginei Elisabeta a II-a și președinte al Federației Engleză de Fotbal.[79]
- David Cameron, fost prim-ministru, nepot al fostului președinte al lui Villa Sir William Dugdale, care îl ducea la meciuri la vârsta de 13.[80]
- Nigel Kennedy, violonist care odată a concertat într-un tricou de-al lui Villa.[81]
- Benjamin Zephaniah,[82] scriitor englez, poet dub și Rastafari
- Oliver Phelps, actor cunoscut pentru rolul lui George Weasley din seria de filme Harry Potter.[83]
- Redd Pepper, actor de voce din Barbados[84]
- Ozzy Osbourne[85] și Geezer Butler,[86] solist respectiv basist al Black Sabbath
- Emma Willis, prezentatoare TV[87]
- Mervyn King, fost guvernator al Băncii Angliei.[88]
- Ritchie Neville, memberu al formației Five[89]
- Kris Marshall, actor[90]
- Oscar Harrison și Andy Bennett, membrii ai formației Ocean Colour Scene [91]
- Tom Hanks, actor laureat al Premiului Oscar[92]
- Marc Baylis, actor[93]
- Ian Bell, jucător de crichet[94]
- Jim Grant, cunoscut sub pseudonimul Lee Child, scriitor de thrillere[94]
- Phil Etheridge, solist al The Twang[95]
- Roger Taylor,[96] toboșar al formației Duran Duran
- Leighton Aspell,[97] jocheu, câștigător al Grand National în 2014 și 2015
- Al Saunders,[98] antrenor de fotbal american
- Colin Charvis, fost căpitan al echipei naționale de rugby a Țării Galilor [99]

## În cultura populară
Multe programe de televiziune au inclus referințe la Aston Villa în ultimele decenii. În serialul 
Porridge, personajul Lennie Godber este un suporter al Aston Villa. 
În primul episod din serialul Yes Minister, Jim Hacker spune că trebuie să plece mai devreme pentru a o vedea pe Villa cum joacă. Totuși, într-un episod viitor, acesta lansează o campanie pentru a salva o echipă locală, Aston Wanderers.
Aston Villa apare în câteva ocazii și în proză. Cartea  „Oi, Ref”, a lui Joseph Gallivan, este despre un arbitru care este un suporter al Villei și care dorește să aranjeze semi-finala cupei FA în favoarea echipei favorite.
 
Stanley Woolley, un personaj din nuvela lui Derek Robinson, „Goshawk Squadron”, este de asemenea un fan Aston Villa. Împreună cu The Oval (stadion de cricket din Londra), Villa Park este menționat de către poetul Philip Larkin în poemul său despre Primul Război Mondial, „MCMXIV”.
De asemenea, o trupă franceză este numită Aston Villa, după clubul de fotbal.

## Statistici

Aston Villa în sistemul fotbalului englez după eșalon

Până astăzi, Aston Villa a evoluat de 98 de ori în prima ligă engleză. Singurul club din Anglia care a evoluat mai multe sezoane la cel mai înalt nivel este Everton, cu 112 sezoane. Ca rezultat al acestui fapt, Aston Villa vs. Everton este cel mai jucat meci din istoria fotbalului englez. Villa face parte dintr-un grup de cluburi de elită care au jucat în toate edițiile Premier League (din 1992), alături de Arsenal, Chelsea, Everton, Liverpool, Manchester United, Manchester City și Tottenham Hotspur. În clasamentul FA din toate timpurile, Aston Villa ocupă poziția a șasea și este a patra echipă din Anglia în ceea ce privește numărul de trofee câștigate (Villa a câștigat 21 de trofee majore).
Aston Villa deține recordul în ceea ce privește numărul de goluri înscrise într-un singur sezon; 128 de goluri înscrise în sezonul 1930/1931.
Legenda Villei, Archie Hunter, este primul jucător care a înscris în fiecare manșă a Cupei FA, în campania victorioasă din 1887.
Aston Villa este unul dintre cele cinci cluburi engleze care a câștigat Cupa Campionilor Europeni. Celelalte trei cluburi sunt Liverpool, Manchester United și Nottingham Forrest. Au câștigat trofeul la data de 26 mai 1982 în Rotterdam, învingând pe Bayern München cu scorul de 1-0. Villa a fost de asemenea și primul club care a învins echipa germană într-o finală.

## Palmares

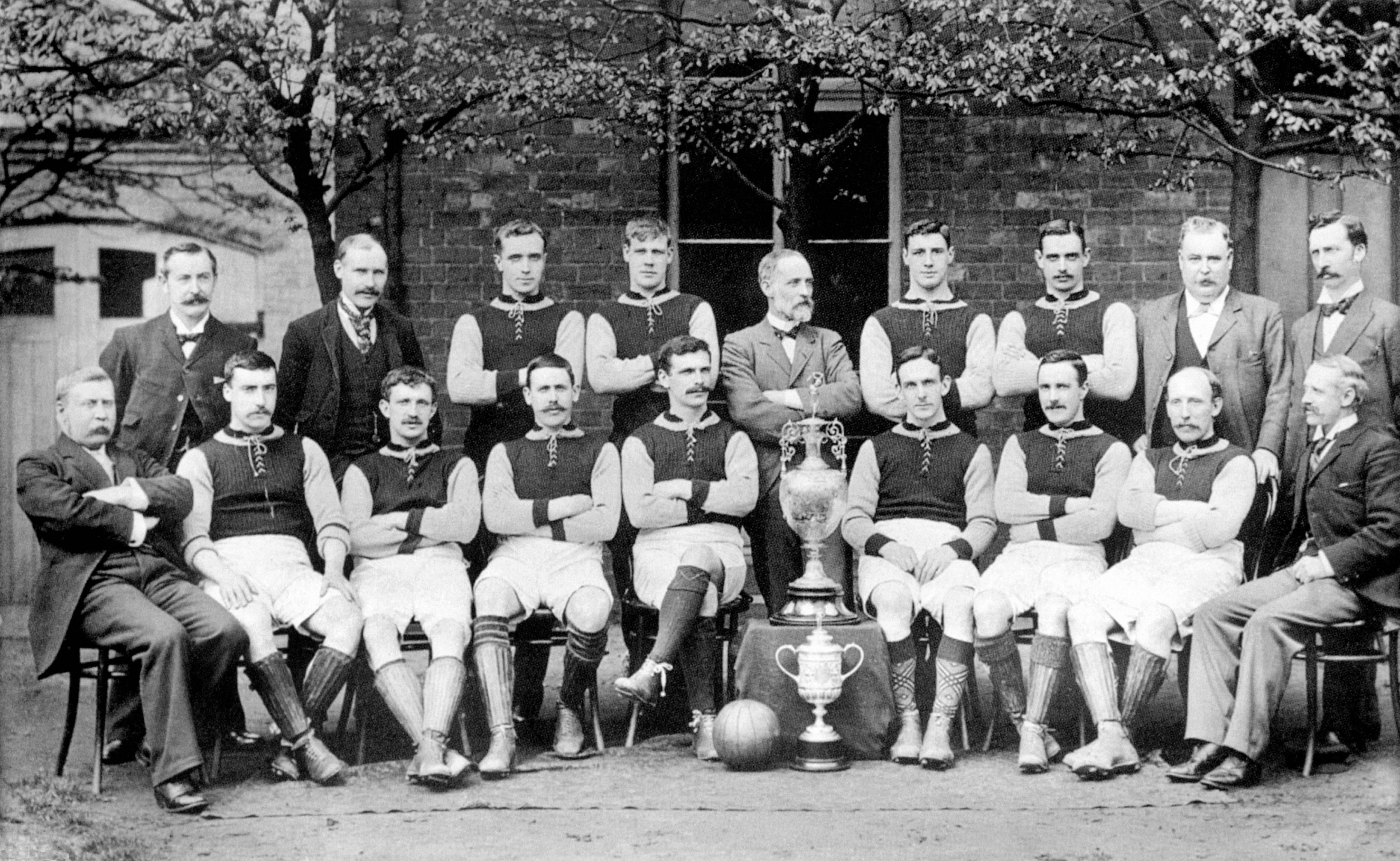
Echipa din 1896–97, câștigătoarea eventului

Sursă:

### Palmares european
- Liga Campionilor (Fosta Cupa Campionilor) 1':
  - 1982
- Supercupa Europei 1':
  - 1983
- Cupa UEFA Intertoto 1':
  - 2001.

### Palmares local
Ligi
- First Division 7[b]':
  - 1894, 1896, 1897, 1899, 1900, 1910, 1981
- Second Division 2[c]':
  - 1938, 1960
- Third Division Champions 1[d]':
  - 1972

Cupe
- Cupa FA 7':
  - 1887, 1895, 1897, 1905, 1913, 1920, 1957
- Cupa Ligii Angliei 5':
  - 1961, 1975, 1977, 1994, 1996
- FA Community Shield 1':
  - 1981

#### Top 5 transferuri

##### Sosiri
| # | Nume             | Suma                      | De la            | Dată       | Note    |
| - | ---------------- | ------------------------- | ---------------- | ---------- | ------- |
| 1 | Amadou Onana     | 50m £                     | Everton          | iulie 2024 | [ 109 ] |
| 2 | Ian Maatsen      | 37.5m £                   | Chelsea          | iunie 2024 | [ 110 ] |
| 3 | Moussa Diaby     | 34.2m £ (până la 51.9m £) | Bayer Leverkusen | iulie 2023 | [ 111 ] |
| 4 | Emiliano Buendía | 33m £ (până la 38m £)     | Norwich City     | iunie 2021 | [ 112 ] |
| 5 | Pau Torres       | 31.5m £                   | Villarreal       | iulie 2023 | [ 113 ] |

##### Plecări
| # | Nume              | Suma    | La              | Dată        | Note    |
| - | ----------------- | ------- | --------------- | ----------- | ------- |
| 1 | Jack Grealish     | 100m £  | Manchester City | august 2021 | [ 114 ] |
| 2 | Moussa Diaby      | 50.5m £ | Al-Ittihad      | iulie 2024  | [ 115 ] |
| 3 | Douglas Luiz      | 42.4m £ | Juventus        | iunie 2024  | [ 116 ] |
| 4 | Christian Benteke | 32.5m £ | Liverpool       | iulie 2015  | [ 117 ] |
| 5 | James Milner      | 26m £   | Manchester City | august 2010 | [ 118 ] |

## Lot de jucători 2025-2026
La 15 iulie 2025.
| Nr. |               | Poziție | Jucător               |
| --- | ------------- | ------- | --------------------- |
| 2   | Polonia       | F       | Matty Cash            |
| 4   | Anglia        | F       | Ezri Konsa            |
| 5   | Anglia        | F       | Tyrone Mings          |
| 6   | Anglia        | M       | Ross Barkley          |
| 7   | Scoția        | M       | John McGinn (căpitan) |
| 8   | Belgia        | M       | Youri Tielemans       |
| 10  | Argentina     | M       | Emiliano Buendía      |
| 11  | Anglia        | A       | Ollie Watkins         |
| 12  | Franța        | F       | Lucas Digne           |
| 14  | Spania        | F       | Pau Torres            |
| 15  | Spania        | F       | Àlex Moreno           |
| 16  | Spania        | F       | Andrés García         |
| 17  | Țările de Jos | A       | Donyell Malen         |

| Nr. |                  | Poziție | Jucător                          |
| --- | ---------------- | ------- | -------------------------------- |
| 19  | Anglia           | A       | Samuel Iling-Junior              |
| 22  | Țările de Jos    | F       | Ian Maatsen                      |
| 23  | Argentina        | P       | Emiliano Martínez (vice-căpitan) |
| 24  | Belgia           | M       | Amadou Onana                     |
| 26  | Țările de Jos    | F       | Lamare Bogarde                   |
| 27  | Anglia           | M       | Morgan Rogers                    |
| 29  | Coasta de Fildeș | A       | Evann Guessand                   |
| 31  | Jamaica          | A       | Leon Bailey                      |
| 32  | Belgia           | M       | Leander Dendoncker               |
| 33  | Anglia           | A       | Lewis Dobbin                     |
| 40  | Țările de Jos    | P       | Marco Bizot                      |
| 41  | Anglia           | M       | Jacob Ramsey                     |
| 44  | Franța           | M       | Boubacar Kamara                  |

### Jucători împrumutați
| Nr. |           | Poziție | Jucător                                                   |
| --- | --------- | ------- | --------------------------------------------------------- |
| 18  | Australia | P       | Joe Gauci (la Port Vale până pe 30 iunie 2026)            |
| 20  | Serbia    | F       | Kosta Nedeljković (la RB Leipzig până pe 30 iunie 2026)   |
| 21  | Argentina | M       | Enzo Barrenechea (la Benfica până pe 30 iunie 2026)       |
| 34  | Anglia    | A       | Louie Barry (la Sheffield United până pe 30 iunie 2026)   |
| 48  | Polonia   | P       | Oliwier Zych (la Raków Częstochowa până pe 30 iunie 2026) |

| Nr. |               | Poziție | Jucător                                                   |
| --- | ------------- | ------- | --------------------------------------------------------- |
| 50  | Țările de Jos | F       | Sil Swinkels (la Exeter City până pe 30 iunie 2026)       |
| 58  | Turcia        | F       | Yasin Özcan (la Anderlecht până pe 30 iunie 2026)         |
| 58  | Anglia        | M       | Tommi O'Reilly (la Crewe Alexandra până pe 30 iunie 2026) |
| 59  | Anglia        | F       | Josh Feeney (la Huddersfield Town până pe 30 iunie 2026)  |
| 69  | Anglia        | F       | Finley Munroe (la Swindon Town până pe 30 iunie 2026)     |

## Jucători importanți

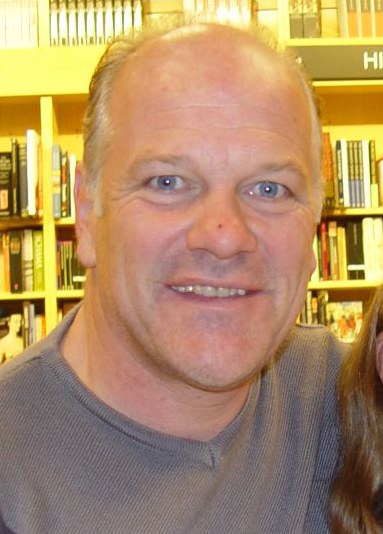
Andy Gray, câștigător al premiului PFA în 1977

Mai mulți jucători ai clubului au fost numiți Jucătorii anului în Anglia. La sfârșitul fiecărui sezon, membrii PFA (română Asociația Fotbaliștilor Profesioniști) votează pentru a decide care dintre fotbaliști au jucat cel mai bine în sezonul care tocmai s-a încheiat. Andy Gray a câștigat trofeul în 1977, în 1990 David Platt, iar Paul McGrath a obținut distincția în 1993.
Următorii jucători au fost aleși de către fani ca cei mai buni din istoria clubului:

- William McGregor
- George Ramsay
- Trevor Ford
- Eric Houghton
- Peter McParland
- Charlie Aitken
- Brian Little
- Ron Saunders
- Peter Withe
- Dennis Mortimer
- Gordon Cowans
- Paul McGrath

Următorii jucători sunt prezenți în Football League 100 Legends, o listă cu cei mai buni jucători, creată cu ocazia sărbătoririi a 100 de ani de la înființarea  Football League
- Danny Blanchflower
- Trevor Ford
- Archie Hunter
- Sam Hardy
- Paul McGrath
- Peter Schmeichel
- Clem Stephenson

## Echipa tehnică

### Echipa actuală

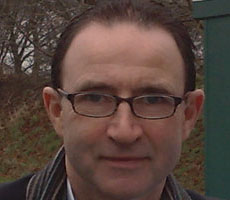
Antrenorul (managerul) lui Aston Villa între 2006 și 2010, Martin O'Neill

La noiembrie 2022.
| Nume                    | Naționalitate | Rol                                  |
| ----------------------- | ------------- | ------------------------------------ |
| Unai Emery              | Spania        | Antrenor principal                   |
| Monchi                  | Spania        | Președintele Operațiunilor de Fotbal |
| Pako Ayestarán          | Spania        | Antrenor secund                      |
| Pablo Villanueva        | Spania        | Antrenor - prima echipă              |
| Alan Smith              | Anglia        | Preparator fizic                     |
| Francisco Javier Garcia | Spania        | Antrenor cu portarii                 |
| Dr. Ricky Shamji        | Anglia        | Medic                                |
| Mark Delaney            | Țara Galilor  | Antrenor U-23                        |
| Sean Verity             | Anglia        | Antrenor tineret                     |
| Mark Harrison           | Anglia        | Directorul Academiei                 |

### Consiliul de administrație
La 15 noiembrie 2021.
| Nume                  | Naționalitate              | Funcție               |
| --------------------- | -------------------------- | --------------------- |
| Nassef Sawiris        | Egipt                      | Președinte            |
| Wes Edens             | Statele Unite ale Americii | Co-președinte         |
| Doug Ellis            | Anglia                     | Președinte pe viață   |
| Christian Purslow     | Regatul Unit               | Director executiv     |
| Brian Little          | Anglia                     | Consilier             |
| Christopher Samuelson | Anglia                     | Membru al consiliului |
| Jamie Banfill         | Anglia                     | Membru al consiliului |

### Manageri importanți
Următorii manageri au câștigat cel puțin un trofeu cu Aston Villa:
| Nume          | Naționalitate | Perioadă        | Perioadă        | Meciuri | Victorii | Egaluri | Înfrângeri | Victorii% | Trofee                                        | Note            |
| Nume          | Naționalitate | Din             | Până în         | Meciuri | Victorii | Egaluri | Înfrângeri | Victorii% | Trofee                                        | Note            |
| ------------- | ------------- | --------------- | --------------- | ------- | -------- | ------- | ---------- | --------- | --------------------------------------------- | --------------- |
| George Ramsay | Scoția        | august 1884     | mai 1926        | -       | -        | -       | -          | -         | 6 Cupe FA, 6 Football League First Division   | [ 125 ] [ 126 ] |
| Jimmy Hogan   | Anglia        | noiembrie 1936  | septembrie 1939 | 124     | 57       | 41      | 26         | 45.97     | Football League Second Division               | [ 127 ]         |
| Eric Houghton | Anglia        | septembrie 1953 | noiembrie 1958  | 250     | 88       | 97      | 65         | 35.2      | Cupa FA                                       | [ 128 ]         |
| Joe Mercer    | Anglia        | decembrie 1958  | iulie 1964      | 282     | 120      | 99      | 63         | 42.55     | Football League Second Division, Cupa Ligii   | [ 129 ]         |
| Ron Saunders  | Anglia        | iunie 1974      | februarie 1982  | 353     | 157      | 98      | 98         | 44.76     | 2 Cupa Ligii, Football League First Division. | [ 130 ]         |
| Tony Barton   | Anglia        | februarie 1982  | iunie 1984      | 130     | 58       | 48      | 24         | 44.62     | Cupa Campionilor Europeni, Supercupa Europei  | [ 131 ]         |
| Jozef Venglos | Slovacia      | iulie 1990      | mai 1991        | 49      | 16       | 18      | 15         | 32.65     |                                               | [ 132 ]         |
| Ron Atkinson  | Anglia        | iulie 1991      | noiembrie 1994  | 178     | 77       | 56      | 45         | 43.25     | Cupa Ligii                                    | [ 133 ]         |
| Brian Little  | Anglia        | noiembrie 1994  | februarie 1998  | 164     | 68       | 51      | 45         | 41.46     | Cupa Ligii                                    | [ 134 ]         |
| John Gregory  | Anglia        | februarie 1998  | ianuarie 2002   | 190     | 82       | 56      | 52         | 43.15     | Cupa UEFA Intertoto                           | [ 135 ]         |